# Роланд Вілен
Роланд Вілен — німецький астроном, директор Інституту астрономічних обчислень Гайдельберзького університету.

## Біографія
Роланд Вілен народився 1938 року в Берліні. Вивчав фізику у Вільному університеті Берліна, закінчивши університет 1962 року. Потім вивчав астрономію в Гайдельберзі, отримавши ступінь доктора філософії 1966 року, а 1969 року зробивши габілітацію.
З 1963 по 1978 рік Вілен працював астрономом в Інституті астрономічних обчислень в Гайдельберзі. Частину цього часу він провів за кордоном, наприклад, у 1972 році — в обсерваторії Ніцци. В 1974/75 роках він був професором на заміні в Гамбурзькому університеті.
У 1978 році Вілена запросили на кафедру астрофізики в Берліні, де він очолив Інститут астрономії та астрофізики Технічного університету, який також відповідав за викладання у Вільному університеті Берліна.
З 1985 році Вілен завідував кафедрою теоретичної астрономії в Гайдельберзькому університеті. Одночасно він став директором Інституту астрономічних обчислень — незалежної дослідницької установи землі Баден-Вюртемберг.
2004 року Вілен залишив посаду директора Інституту астрономічних обчислень і став професором-емеритом.